# Сєверний (Звениговський район)
Сє́верний (рос. Северный, марій. Северный) — виселок у складі Звениговського району Марій Ел, Росія. Входить до складу Красноярського сільського поселення.
Стара назва — Виселки Сєверний.

## Населення
Населення — 16 осіб (2010; 15 у 2002).
Національний склад (станом на 2002 рік):
- марі — 80 %